# Mücke
Mücke är en kommun i Vogelsbergkreis i Regierungsbezirk Gießen i förbundslandet Hessen i Tyskland. 
Kommunen bildades 1 september 1970 genom en sammanslagning av de tidigare kommunerna Flensungen och Merlau. De tidigare kommunerna uppgick i Mücke 1 oktober 1971 Höckersdorf, Ruppertenrod och Sellnrod följt av Atzenhain, Bernsfeld, Groß-Eichen, Ilsdorf och Wettsaasen 31 december 1971. Sammtidig gick Mücke, Nieder-Ohmen und Ober-Ohmen samman i den nya kommunen Mücke.